# Narcissus (cràter)
Narcissus és un cràter de l'asteroide del tipus Amor (433) Eros, situat amb el sistema de coordenades planetocèntriques a 18.2 ° de latitud nord i 7.1 ° de longitud est. Fa un diàmetre de 2.9 km. El nom va ser fet oficial per la UAI l'any 2003 i fa referència a Narcís, home jove de la mitologia grega que es va enamorar del seu propi reflex a l'aigua.